# Juan Porcel

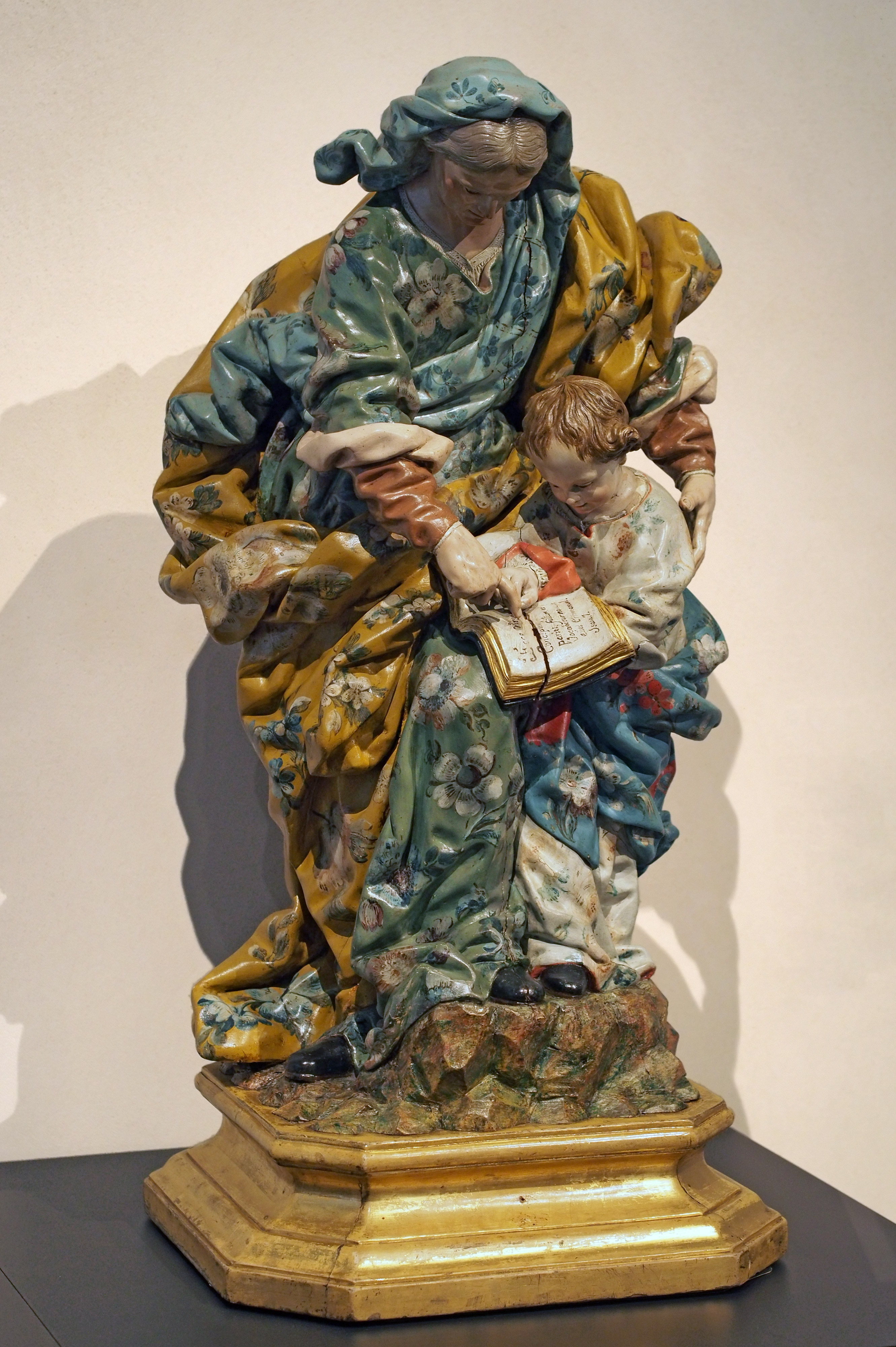
Santa Ana enseñando las Escrituras a la Virgen, madera policromada. Valladolid, Museo Nacional de Escultura.

Juan Porcel, nacido hacia 1727, fue un escultor natural de la Región de Murcia, España, discípulo de Francisco Salzillo. Se conoce poco de su vida, siendo algo mejor conocida su obra, que, a partir de 1749, realizó en Madrid, a donde se desplazó para trabajar en la decoración del Palacio Real Nuevo.
En 1747 la cofradía de los californios de Cartagena le encargó diversas esculturas, una de ellas fue la del Prendimiento, lo que realizó con algunos errores que fueron subsanados por Francisco Salzillo posteriormente. De ese modo el grupo escultórico original, destruido en la guerra civil española, estaba constituido por el Cristo de Francisco Salzillo y dos sayones que hacían preso a Jesús de Juan Porcel.
En 1748 hizo una imagen de Santa María de la Cabeza para la Iglesia de San Juan Bautista de Murcia. En esos años parece ser que realizó una imagen de la Virgen del Primer Dolor también para la cofradía de los californios.
Estudió en Murcia en el taller de Jaime Bort, lo que le permitió conocer la técnica del trabajo de la piedra para complementar sus técnicas de talla de la madera, así como otros principios innovadores de la escultura.

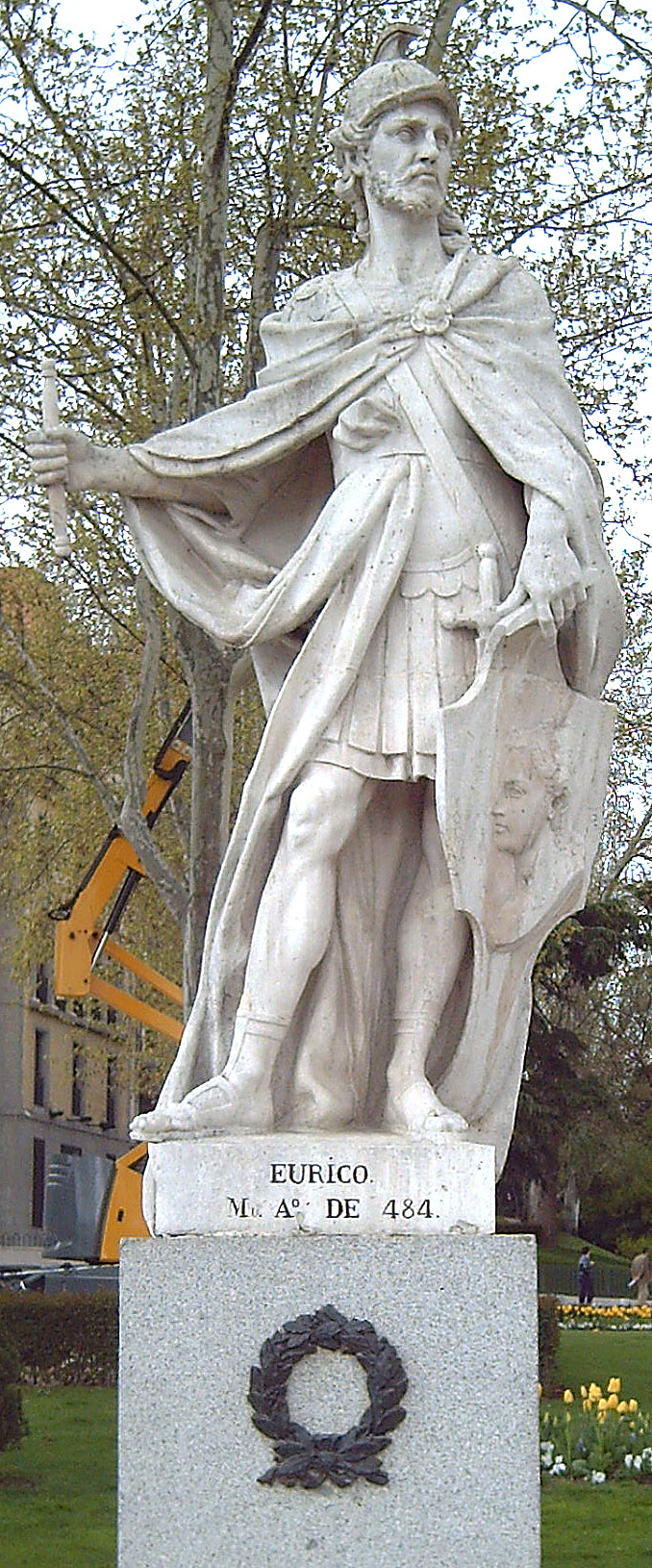
Eurico, piedra de Colmenar. Madrid, Plaza de Oriente

Posiblemente por recomendación de Salzillo, que según Ceán Bermúdez rechazó la invitación que se le hizo de viajar él mismo a Madrid para trabajar en la decoración del nuevo Palacio Real de Madrid, en 1749 entró a formar parte del equipo encargado de proporcionar las estatuas que habían de colocarse sobre la balaustrada del palacio, bajo la dirección de Felipe de Castro. Las obras que le correspondieron en esa empresa son las estatuas en piedra blanca de Colmenar de Eurico, ahora instalada en la plaza de Oriente, Mauregato, perdida, y Alfonso I, en el Palacio Real. Su trabajo fue bien valorado por sus directores Juan Domingo Olivieri y Felipe de Castro. De la serie de medallones en mármol de Badajoz destinados a las sobrepuertas de la galería principal del palacio nuevo, según el proyecto decorativo ideado por fray Martín Sarmiento, es suyo el que representa a Santiago en la batalla de Clavijo, conservado en el Museo del Prado.
Entre las obras que se le atribuyen, la más celebrada era la talla de San Francisco en éxtasis mencionada ya por Antonio Ponz en el tomo quinto de su Viage de España como obra de un tal Porcel, y luego por Ceán Bermúdez, localizándola en el altar de la capilla de la Orden Tercera en el desaparecido convento de San Gil, destruida en 1936 al iniciarse la guerra civil española en la iglesia de San Fermín de los Navarros de Madrid, a donde había llegado procedente de la iglesia de San Cayetano. De esta imagen abrió un grabado a buril Juan Minguet, del que conserva una estampa la Biblioteca Nacional de España, y el Museo del Prado un dibujo anónimo, desde un punto de vista ligeramente distinto al de la estampa. Se le adjudica también el San Antonio de Padua de la iglesia de San Jerónimo el Real, procedente quizá del convento de capuchinos de San Antonio del Prado, atribución que en este caso se apoya en su semejanza con otra talla del mismo santo que ocupaba un altar del convento de Don Juan de Alarcón hasta su destrucción en 1936, si bien para Urrea Fernández este de Don Juan de Alarcón sería obra de Juan Alonso Villabrille y Ron y el existente en los capuchino del Prado, si es que no es el mismo, habría de datarse antes de 1722, cuando Juan Vicente de Ribera hizo un dibujo de él, conservado en el Museo del Prado. En el Museo Nacional de Escultura de Valladolid se le atribuye una talla de madera policromada en bulto redondo de Santa Ana enseñando a leer a la Virgen niña. De mediano tamaño y procedente del palacio del marqués de Fontanar en Murcia, ingresó en 1961 en el museo como obra de Salzillo, la primera que de él entraba a formar parte de la colección, en la que estuvo considerada como una de las mejores piezas, hasta que en 1973 se descartó esa atribución y pasó a ser considerada obra de Porcel, apoyada la atribución en su semejanza con otras obras de Porcel en Madrid, como el San Rafael y el Ángel de la guarda de la capilla de la enfermería de la V.O.T., atribuida ya la primera a Juan Porcel —como copia de Alonso Cano— por Elías Tormo, que tenía al escultor por cartagenero.